# Jérémy Doku
Jérémy Doku (Amberes, 27 de mayo de 2002) es un futbolista belga que juega en la demarcación de delantero para el Manchester City F. C. de la Premier League de Inglaterra. Es internacional absoluto con la selección belga.

## Trayectoria
Tras empezar a formarse como futbolista en el Germinal Beerschot y en el R. S. C. Anderlecht, finalmente hizo su debut con el primer equipo el 2 de diciembre de 2018 en la jornada 17 de la Primera División de Bélgica contra el K. R. C. Genk, sustituyendo a Zakaria Bakkali en el minuto 67.
El 5 de octubre de 2020 fue traspasado al Stade Rennais F. C., equipo con el que firmó por cinco temporadas. Durante su etapa en el club consiguió doce goles en 92 partidos.
El 24 de agosto de 2023 fue traspasado al Manchester City F. C. de Inglaterra y firmó contrato hasta 2028.

## Selección nacional
Tras haber sido internacional en categorías inferiores, el 5 de septiembre de 2020 debutó con la selección absoluta de Bélgica jugando los últimos minutos del triunfo por 0-2 ante Dinamarca en la Liga de Naciones de la UEFA 2020-21.

### Participaciones en Eurocopas
| Eurocopa      | Sede     | Resultado        | Partidos | Goles |
| ------------- | -------- | ---------------- | -------- | ----- |
| Eurocopa 2020 | Europa   | Cuartos de final | 2        | 0     |
| Eurocopa 2024 | Alemania | Octavos de final | 4        | 0     |

## Estadísticas

### Clubes
Actualizado al último partido disputado el 30 de junio de 2025.
| Club                             | Div.          | Temporada     | Liga  | Liga  | Copas nacionales | Copas nacionales | Copas internacionales | Copas internacionales | Total | Total |
| Club                             | Div.          | Temporada     | Part. | Goles | Part.            | Goles            | Part.                 | Goles                 | Part. | Goles |
| -------------------------------- | ------------- | ------------- | ----- | ----- | ---------------- | ---------------- | --------------------- | --------------------- | ----- | ----- |
| R. S. C. Anderlecht · Bélgica    | 1.ª           | 2018-19       | 6     | 0     | 0                | 0                | —                     | —                     | 6     | 0     |
| R. S. C. Anderlecht · Bélgica    | 1.ª           | 2019-20       | 21    | 3     | 3                | 1                | —                     | —                     | 24    | 4     |
| R. S. C. Anderlecht · Bélgica    | 1.ª           | 2020-21       | 7     | 2     | 0                | 0                | 0                     | 0                     | 7     | 2     |
| R. S. C. Anderlecht · Bélgica    | Total club    | Total club    | 34    | 5     | 3                | 1                | 0                     | 0                     | 37    | 6     |
| Stade Rennes F. C. Francia       | 1.ª           | 2020-21       | 30    | 2     | 1                | 0                | 6                     | 0                     | 37    | 2     |
| Stade Rennes F. C. Francia       | 1.ª           | 2021-22       | 14    | 1     | 1                | 1                | 3                     | 0                     | 18    | 2     |
| Stade Rennes F. C. Francia       | 1.ª           | 2022-23       | 29    | 6     | 2                | 1                | 4                     | 0                     | 35    | 7     |
| Stade Rennes F. C. Francia       | 1.ª           | 2023-24       | 2     | 1     | —                | —                | —                     | —                     | 2     | 1     |
| Stade Rennes F. C. Francia       | Total club    | Total club    | 75    | 10    | 4                | 2                | 13                    | 0                     | 92    | 12    |
| Manchester City F. C. Inglaterra | 1.ª           | 2023-24       | 29    | 3     | 7                | 2                | 7                     | 1                     | 43    | 6     |
| Manchester City F. C. Inglaterra | 1.ª           | 2024-25       | 29    | 3     | 5                | 3                | 7                     | 2                     | 41    | 8     |
| Manchester City F. C. Inglaterra | Total club    | Total club    | 58    | 6     | 12               | 5                | 14                    | 3                     | 84    | 14    |
| Total carrera                    | Total carrera | Total carrera | 167   | 21    | 19               | 8                | 27                    | 3                     | 213   | 32    |

## Palmarés

### Títulos nacionales
| Título           | Club                  | País       | Año  |
| ---------------- | --------------------- | ---------- | ---- |
| Premier League   | Manchester City F. C. | Inglaterra | 2024 |
| Community Shield | Manchester City F. C. | Inglaterra | 2024 |

## Vida privada
Nació en Amberes, Bélgica, y es de ascendencia ghanesa. Es el segundo hijo de David y Belinda y tiene un hermano mayor y dos hermanas menores. Su padre es un exatleta, mientras que su hermano Jefferson formó parte de la academia juvenil del Anderlecht. A pesar de su pasión por el fútbol desde una edad temprana, sus padres se centraron en darle una educación a su hijo menor, ya que asistió a la escuela primaria en Amberes y luego a un Internado en Bruselas mientras entrenaba entre clases.